# 8 Brygada Artylerii Ciężkiej

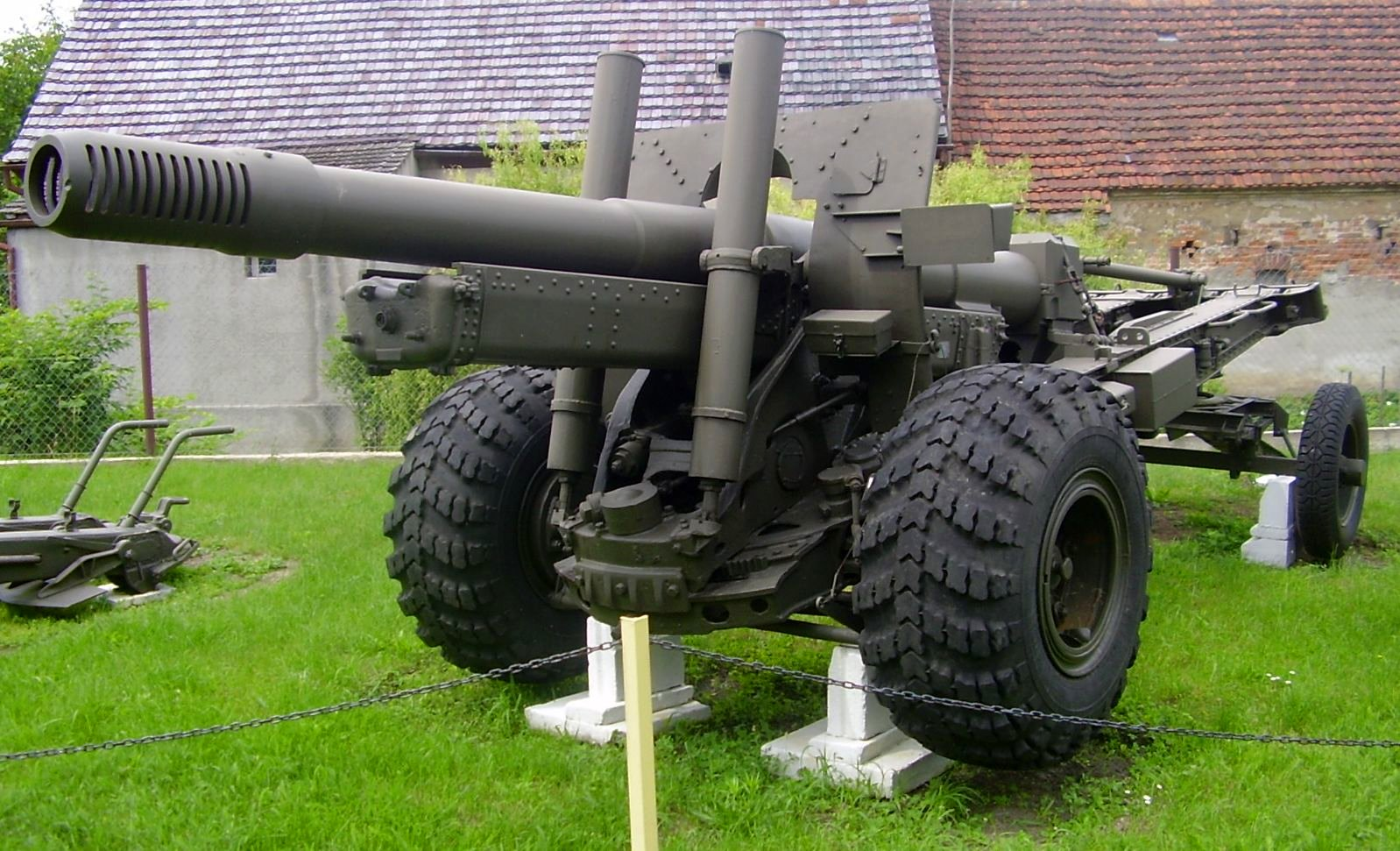
152 mm haubicoarmata wz. 1937 (MŁ-20)

8 Brygada Artylerii Ciężkiej (8 BAC) – oddział artylerii ciężkiej ludowego Wojska Polskiego.

## Formowanie i zmiany organizacyjne
Brygada została sformowana we wsi Różanka, w składzie 2 Dywizji Artylerii, na podstawie rozkazu nr 8 Naczelnego Dowództwa Wojska Polskiego z 20 sierpnia 1944 roku. W grudniu 1944 roku w Różance żołnierze brygady złożyli przysięgę. We wrześniu 1945 roku brygada została przeformowana w 67 pułk artylerii ciężkiej.

## Skład etatowy
Dowództwo i sztab
- 3 x dywizjon artylerii
  - 3 x bateria artylerii
- park artyleryjski

Stan etatowy liczył 1129 żołnierzy, w tym 116 oficerów, 308 podoficerów i 705 kanonierów.

## Podstawowy sprzęt i uzbrojenie
Na uzbrojeniu i wyposażeniu brygady znajdowały się:
- 152 mm haubico-armata – 36
- rusznice przeciwpancerne – 36
- karabiny maszynowe – 18
- samochody – 102
- ciągniki – 45

## Marsze i działania bojowe
|  |  |  |  |  |